# Котыс, Рышард
Рышард Котыс, Рышард Котас (пол. Ryszard Kotys, 20 марта 1932, Мнюв, Свентокшиское воеводство — 27 января 2021, Познань, Познань) — польский актёр театра и кино.

## Биография
Рышард Котыс родился 20 марта 1932 года в деревне Мнюв (Свентокшиское воеводство).
В 1953 году окончил Государственную высшую актёрскую школу в Кракове.
Актёр театров в разных польских городах (Кельце, Гданьск, Краков, Вроцлав, Белосток, Тарнув, Ополе, Лодзь).
В начале 2017 он попал в больницу из-за пневмонии и наличия жидкости в плевральной полости. В конце жизни он боролся с деменцией и проблемами с передвижением. В январе 2021 года у него была обнаружена инфекция COVID-19. Он умер после нескольких дней пребывания в больнице, в ночь с 27 на 28 января 2021 года. Похоронен на кладбище села Лусово.

## Личная жизнь
Дважды женат. Первая жена — сценарист Барбара Войтковская (ум. 2017). Сын — Пётр (1956), капитан морского судна. Котыс развёлся с Войтковской. В 1980-х гг. он женился во второй раз, на актрисе Камилле Сэммлер, которая была младше его на 26 лет. Во втором браке родился сын Эрик (1987). В конце жизни Рышард Котыс жил в Лусово под Познанью.

## Избранная фильмография
- 1954 — Поколение / Pokolenie — Яцек
- 1955 — Три старта / Trzy starty — Эдек
- 1958 — Таблетки для Аурелии / Pigułki dla Aurelii — парень в цветочном магазине
- 1962 — Девушка из хорошей семьи / Dziewczyna z dobrego domu — мужчина у гардероба
- 1964 — Рукопись, найденная в Сарагосе / Rękopis znaleziony w Saragossie — слуга отца ван Вордена
- 1964 — Барышня в окошке / Panienka z okienka — матрос с корабля «Лебедь»
- 1964 — Аватар, или Замена душ / Awatar czyli zamiana dusz — лакей графа
- 1965 — Катастрофа / Katastrofa — милиционер
- 1966-1969 — Четыре танкиста и собака / Czterej pancerni i pies (телесериал) — советский сапёр
- 1967 — Прыжок / Skok — друг Виктора
- 1967 — Ставка больше, чем жизнь / Stawka większa niż życie (телесериал) — Винерт, британский агент (только в 13-й серии)
- 1968 — Почтмейстер / Poczmistrz — Коля, работник почтмейстера
- 1968 — Кукла / Lalka — аукционист
- 1968 — Волчье эхо / Wilcze echa — солдат
- 1969 — Красное и золотое / Czerwone i złote — Антони Заперальский
- 1969 — Знаки на дороге / Znaki na drodze — Буляга, механик
- 1969 — Только погибший ответит / Tylko umarły odpowie — Марцин Пакош, бывший заместитель Домбека
- 1970 — Последний свидетель / Ostatni świadek — узник концлагеря
- 1971 — Болеслав Смелый / Bolesław Śmiały — убитый мужчина в реке
- 1973 — Дорога / Droga (телесериал) — двоюродный брат Ядвиги (только в 1-й серии)
- 1979 — Голем / Golem — однорукий лифтёр
- 1979 — Отец королевы / Ojciec królowej — слуга графа Зеровского
- 1981 — Большой пикник / Wielka majówka — отец Рысека
- 1981 — Ва-банк / Vabank — Мельский
- 1981 — Большой забег / Wielki bieg — судья
- 1982 — Да сгинет наваждение / Niech cię odleci mara — кладовщик оптового магазина
- 1982 — Пепельная среда / Popielec — Валюсь
- 1982 — Отель Полан и его гости / Hotel Polan und seine Gäste — Пауль Хаускнехт
- 1983 — Волчица / Wilczyca — Олесяк
- 1984 — О-би, О-ба. Конец цивилизации / O-bi, O-ba: Koniec cywilizacji — целлюлозовый
- 1984 — Ва-банк 2 / Vabank II — Мельский
- 1984 — Хозяин на Жулавах / Pan na Żuławach — Валенчак
- 1986 — Чёрные ступни / Czarne stopy — опекун Марека
- 1986 — Золотой поезд / Złoty pociąg — Смит
- 1987 — Кингсайз / Kingsajz — заключённый Носач
- 1987 — Баллада о Янушике / Ballada o Januszku (телесериал) — собачник
- 1987 — Маримонтская соната / Sonata marymoncka — и. о. директора автобазы
- 1989 — Консул / Konsul — секретарь партии
- 1989 — Дежа вю / Déjà vu — Коппола, гангстер из Чикаго
- 1990 — Каналья / Kanalia — Ефим, человек Егорова
- 1992 — Холостяцкая жизнь на чужбине / Kawalerskie życie na obczyźnie — инспектор на заводе
- 1996 — История о мастере Твардовском / Dzieje mistrza Twardowskiego — бес генерал-фельдмаршал
- 2001 — Эвкалипт / Eucalyptus — отец Сони
- 2002 — Ведьмак / Wiedźmin — сотник
- 2014 — Боги / Bogowie